# Малхин
Малхин (њем. Malchin) град је у њемачкој савезној држави Мекленбург-Западна Померанија. Једно је од 69 општинских средишта округа Демин. Према процјени из 2010. у граду је живјело 8.283 становника. Посједује регионалну шифру (AGS) 13052050.

## Географски и демографски подаци
Малхин се налази у савезној држави Мекленбург-Западна Померанија у округу Демин. Град се налази на надморској висини од 10 метара. Површина општине износи 94,5 km². У самом граду је, према процјени из 2010. године, живјело 8.283 становника. Просјечна густина становништва износи 88 становника/km².

## Међународна сарадња
| Мјесто | Држава   | Врста сарадње | Од    |
| ------ | -------- | ------------- | ----- |
| Сренч  | Мађарска | партнерство   | 1991. |
| Извор  |          |               |       |